# Puchar Panamerykański w Chodzie Sportowym 2015
Puchar Panamerykański w Chodzie Sportowym 2015 – zawody lekkoatletyczne, które odbyły się 9 i 10 maja w chilijskiej Arice. Impreza była kolejną w cyklu IAAF Race Walking Challenge w sezonie 2015.

## Rezultaty
| NR – rekord kraju \| WL – najlepszy tegoroczny wynik na listach światowych \| PB – rekord życiowy |

### Mężczyźni
| Konkurencja:                       | Złoto                                                              | Wynik    | Srebro                                               | Wynik      | Brąz                                                        | Wynik      |
| Chód na 10 km juniorów             | Brayan Fuentes                                                     | 41:41 PB | Paulo César Yaurivilca                               | 41:45      | César Herrera                                               | 42:36 PB   |
| Chód na 10 km juniorów (Drużynowo) | Kolumbia · Brayan Fuentes · César Herrera                          | 4 pkt.   | Peru · Paolo Yurivilca · César Rodríguez             | 6 pkt.     | Ekwador · Braulio Morocho · David Hurtado                   | 20 pkt.    |
| Chód na 20 km                      | Erick Barrondo                                                     | 1:21:25  | Caio Bonfim                                          | 1:21:26    | Iván Garrido                                                | 1:21:39 PB |
| Chód na 20 km (Drużynowo)          | Kanada · Evan Dunfee · Inaki Gomez · Benjamin Thorne               | 21 pkt.  | Kolumbia · Iván Garrido · José Montaña · Manuel Soto | 23 pkt.    | Gwatemala · Erick Barrondo · José Raymundo · Gregorio Ajcam | 32 pkt.    |
| Chód na 50 km                      | Horacio Nava                                                       | 3:45:41  | Cristian Berdeja                                     | 3:50:19 PB | James Rendón                                                | 3:50:47    |
| Chód na 50 km (Drużynowo)          | Meksyk · Horacio Nava · Cristián David Berdeja · José Leyver Ojeda | 7 pkt.   | Kolumbia · James Rendón · Luis López · Jorge Díaz    | 27 pkt.    |                                                             |            |

### Kobiety
| Konkurencja:                       | Złoto                                                                | Wynik     | Srebro                                                   | Wynik    | Brąz                                                                       | Wynik    |
| Chód na 10 km juniorek             | Stefany Coronado                                                     | 47:05 NJR | Valeria Ortuño                                           | 47:19 PB | Maria Fernanda Montoya                                                     | 47:38 PB |
| Chód na 10 km juniorek (Drużynowo) | Kolumbia · María Montoya · Lina Bolivar                              | 7 pkt.    | Boliwia · Stefany Coronado · Odeth Huanca                | 10 pkt.  | Meksyk · Valeria Ortuño · Julia Estrada                                    | 10 pkt.  |
| Chód na 20 km                      | Maria Guadalupe González                                             | 1:29:21   | Kimberly García                                          | 1:31:13  | Mirna Ortiz                                                                | 1:31:31  |
| Chód na 20 km (Drużynowo)          | Meksyk · María Guadalupe González · Alejandra Ortega · Lizbeth Silva | 14 pkt.   | Gwatemala · Mirna Ortiz · Maritza Poncio · Mayra Herrera | 21 pkt.  | Stany Zjednoczone · Maria Michta-Coffey · Miranda Melville · Katie Burnett | 35 pkt.  |